# Necho II
Necho II – faraon z XXVI dynastii saickiej, władca Egiptu w latach 610–595 p.n.e.  Syn Psametycha I i królowej Mehitenusechet.

## Panowanie

### Polityka zagraniczna
Zdecydował się na udzielenie pomocy Aszur-uballitowi II, ostatniemu królowi Asyrii, za cenę Syrii, Fenicji i Judy. Musiał stłumić powstanie w Gazie. W czasie marszu na północ do Syrii, którą pragnął zająć przed Nabopolassarem, został zaatakowany w 609 p.n.e. przez króla Judy Jozjasza. Pokonał Jozjasza w bitwie pod Megiddo, po czym królestwo Judy stało się lennikiem Egiptu. Necho II zajął Syrię i połączył się z wojskami Aszur-uballita II pod Karkemisz. Babilończycy pod wodzą Nabuchodonozora II zaatakowali i pokonali armię asyro-egipską w 605 p.n.e. 
Necho II po tej klęsce szybko wycofał się do Egiptu, na który najechał Nabuchodonozor II, pustosząc Deltę Nilu. Jak relacjonuje prorok Jeremiasz:

Usłyszały narody o twej hańbie, ziemia się napełniła twoim bolesnym wołaniem. Jeden wojownik potknął się o drugiego, obaj razem upadli.

{{Cytat}} Linki zewnętrzne: "źródło".
Z państwem Kusz utrzymywał poprawne stosunki, trzymając granicę na wysokości Elefantyny.

### Polityka wewnętrzna
Kontynuował linię polityczną Psametycha:
- rozwijał greckie osadnictwo,
- oparł siłę swej armii na greckich najemnikach,
- przy pomocy podległych mu wcześniej miast fenickich wybudował potężna flotę,
  - operującą na Morzu Śródziemnym i Morzu Czerwonym,
  - w celach handlowych i wojennych,
- lecz nie ukończył kanału mającego połączyć peluzyjską odnogę Nilu z Morzem Czerwonym.

Według Herodota, z rozkazu Necho II około roku 600 p.n.e. Fenicjanie opłynęli Afrykę:

Nekos, król Egiptu (...) wysłał Fenicjan na okrętach z tym poleceniem, ażeby w drodze powrotnej wpłynęli przez słupy Heraklesa na morze północne i tą drogą wrócili do Egiptu. Fenicjanie więc wyruszyli z Morza Czerwonego i płynęli przez morze południowe. Ilekroć nastawała jesień, lądowali i osiewali pola, do jakiejkolwiek w danym razie okolicy Libii [Afryki] dotarli, i oczekiwali tam żniw: a skoro zboże zżęli, płynęli dalej, tak że po upływie dwóch lat skręcili w trzecim roku przy słupach Heraklesa i przybyli do Egiptu. A opowiadali oni – co mnie nie wydaje się wiarygodne, może jednak komuś innemu – że podczas swej jazdy dokoła Libii mieli słońce po prawej stronie.

 Wzmianka o Słońcu świadczy o prawdziwości tej relacji.

## Tytulatura
| G5 |

| G5 |

| S32 · ib |

| S32 · ib |

| S32 · ib |

| S32 · ib |

| G5 |

| G5 |

| S32 · ib |

| S32 · ib |

| S32 · ib |

| S32 · ib |

| G16 |

| G16 |

| Aa11 | P8 |

| Aa11 | P8 |

| Aa11 | P8 |

| Aa11 | P8 |

| G16 |

| G16 |

| Aa11 | P8 |

| Aa11 | P8 |

| Aa11 | P8 |

| Aa11 | P8 |

| G8 |

| G8 |

| nTrw | mr |

| nTrw | mr |

| nTrw | mr |

| nTrw | mr |

| G8 |

| G8 |

| nTrw | mr |

| nTrw | mr |

| nTrw | mr |

| nTrw | mr |

| M23 · X1 | L2 · X1 |

| M23 · X1 | L2 · X1 |

| ra | F25 | m | ib |

| ra | F25 | m | ib |

| ra | F25 | m | ib |

| ra | F25 | m | ib |

| M23 · X1 | L2 · X1 |

| M23 · X1 | L2 · X1 |

| ra | F25 | m | ib |

| ra | F25 | m | ib |

| ra | F25 | m | ib |

| ra | F25 | m | ib |

| G39 | N5 |

| G39 | N5 |

| N35 · E1 | G43 |

| N35 · E1 | G43 |

| N35 · E1 | G43 |

| N35 · E1 | G43 |

| G39 | N5 |

| G39 | N5 |

| N35 · E1 | G43 |

| N35 · E1 | G43 |

| N35 · E1 | G43 |

| N35 · E1 | G43 |

Oprócz wymienionych znane jest kilka odmiennych wariantów zapisu hieroglificznego niektórych imion Necho.